# Bjugn
Bjugn – była norweska gmina leżąca w okręgu Trøndelag.

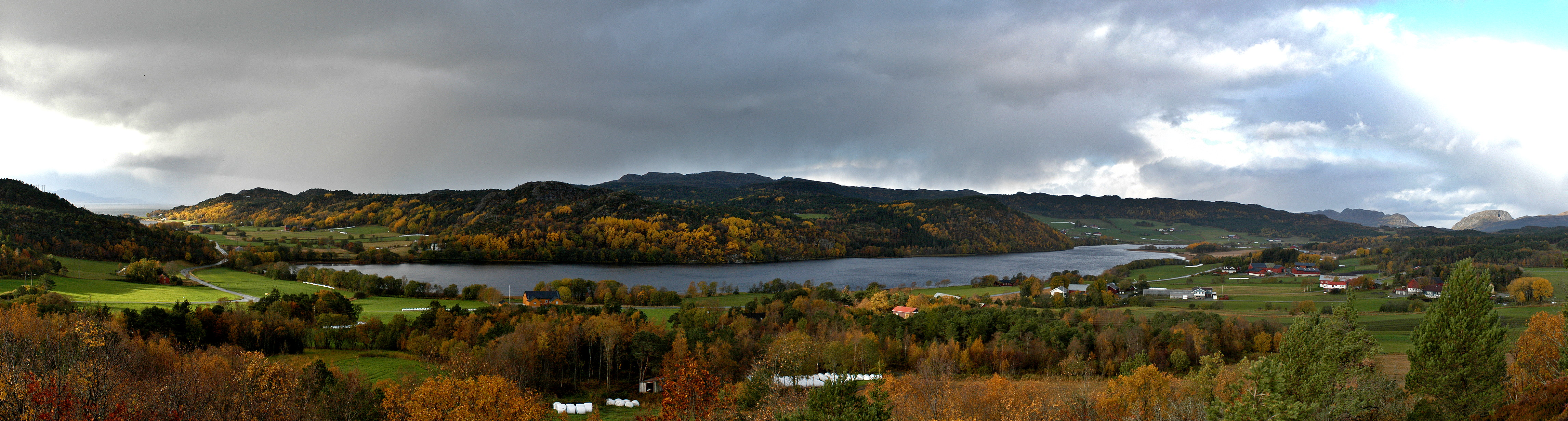

Bjugn jest 246. norweską gminą pod względem powierzchni. 1 stycznia 2020 roku gmina połączyła się z gminą Ørland.

## Demografia
Według danych z roku 2005 gminę zamieszkuje 4685 osób. Gęstość zaludnienia wynosi 12,27 os./km². Pod względem zaludnienia Bjugn zajmuje 202. miejsce wśród norweskich gmin.
| ludność stan na 1 stycznia 2005 |         |           |       |
|                                 | kobiety | mężczyźni | razem |
| osób                            | 2330    | 2355      | 4685  |
| %                               | 49,73%  | 50,27%    | 100%  |

| wykształcenie stan na 1 października 2004 |            |         |        |          |
|                                           | podstawowe | średnie | wyższe | nieznane |
| osób                                      | 1014       | 2175    | 492    | 69       |
| %                                         | 27,04%     | 58%     | 13,12% | 1,84%    |

## Edukacja
Według danych z 1 października 2004:
- liczba szkół podstawowych (norw. grunnskolar): 4
- liczba uczniów szkół podst.: 644

## Władze gminy
Według danych na rok 2011 administratorem gminy (norw. rådmann) jest Tor Langvold, natomiast burmistrzem (norw. ordfører, d. borgermester) jest Arnfinn Astad.